# Dammen (Älghults socken, Småland)
Dammen är en sjö i Uppvidinge kommun i Småland och ingår i Alsteråns huvudavrinningsområde.